# Cephalotaxus lanceolata
Cephalotaxus lanceolata ist eine Art aus der Familie der Kopfeibengewächse (Cephalotaxaceae). Sie ist im südlichen China und möglicherweise auch im nördlichen Myanmar heimisch. Die Art ähnelt stark Fortunes Kopfeibe (Cephalotaxus fortunei), wird jedoch von den meisten Autoren als eigenständige Art angesehen.

## Beschreibung
Cephalotaxus lanceolata wächst als immergrüner Baum, der Wuchshöhen von bis zu 20 Metern und Brusthöhendurchmesser von rund 0,4 Meter erreichen kann. Die violette Stammborke ist glatt. Die hängenden Zweige sind im Querschnitt v-förmig geformt und haben ein abgestutzte Spitze.
Die dünnen oder ledrigen, geraden oder leicht sichelförmig gebogenen Nadeln sind bei einer Länge von 4,5 bis 10 Zentimetern und einer Breite von 4 bis 7 Millimetern linear-lanzettlich geformt. Sie stehen an einem sehr kurzen Stiel und gehen in einem Winkel von rund 45° von den Zweigen ab. Die Basis der Nadeln ist abgerundet, während die Spitze lang zugespitzt ist. Die Nadelränder sind zurückgebogen. Die Nadeloberseite ist dunkelgrün gefärbt und an der Nadelunterseite findet man weiße Stomatareihen.
Das Aussehen der männlichen Blütenzapfen ist unbekannt. Die weiblichen Zapfen haben einen 1,5 bis 2 Zentimeter langen Stiel. Sie sind von einem Samenmantel (Arillus) umgeben. Dieser verfärbt sich zur Reife im September bis November hin grünlich braun. Die verkehrt-eiförmigen-elliptischen Samenkörner werden 3,5 bis 4,5 Zentimeter lang.

## Verbreitung und Standort
Das natürliche Verbreitungsgebiet von Cephalotaxus lanceolata umfasst den Nordwesten der chinesischen Provinz Yunnan sowie möglicherweise auch das nördliche Myanmar. In Yunnan findet man die Art in Gongshan Drungzu Nuzu Zizhixian am Oberlauf des Dulongjiang.
Cephalotaxus lanceolata gedeiht in Höhenlagen von 1450 bis 1970 Metern. Die Art wächst verstreut in immergrünen Laubwäldern.
Cephalotaxus lanceolata wird in der Roten Liste der IUCN als „stark gefährdet“ eingestuft. Als Hauptgefährdung wird die Zerstörung der Wälder zur Nutzbarmachung für den Ackerbau genannt. In der Vergangenheit spielten vor allem Holzschlägerungen eine wichtige Rolle. Der Bestand der Art in China wird auf 6.754 Bäume geschätzt, wobei es sich großteils um junge Bäume handelt. Der Bestand an Altbäumen wird auf unter 2.500 geschätzt. Die chinesische Regierung hat zum Schutz der Art ein Fällverbot verhängt.

## Nutzung
Vor allem früher wurde das Holz der Art genutzt.

## Systematik
Die Erstbeschreibung als Cephalotaxus lanceolata erfolgte 1975 durch Kuo Mei Feng in Acta Phytotaxonomica Sinica, Band 13 (4), Seite 86. Die Art ähnelt morphologisch stark Fortunes Kopfeibe (Cephalotaxus fortunei), wird jedoch von den meisten Autoren als eine eigenständige Art angesehen. Ein Synonym für Cephalotaxus lanceolata K.M. Feng ist Cephalotaxus fortunei var. lanceolata (K.M. Feng) Silba.